# Dolomedes palpiger
Dolomedes palpiger là một loài nhện trong họ Pisauridae.
Loài này thuộc chi Dolomedes. Dolomedes palpiger được Mary Agard Pocock miêu tả năm 1903.